# Opogona amphicausta
Opogona amphicausta är en fjärilsart som beskrevs av Edward Meyrick 1907. Opogona amphicausta ingår i släktet Opogona och familjen äkta malar.
Artens utbredningsområde är Sri Lanka. Inga underarter finns listade i Catalogue of Life.